# Гетцер, Людвиг
Людвиг Гетцер (нем. Ludwig Hätzer (Hatzer); 1500[…], Бишофсцелль, Тургау — 4 февраля 1529[…], Констанц[…]) — швейцарский религиозный деятель; анабаптист, переводчик Библии.

## Биография
Людвиг Гетцер родился в 1500 году в швейцарском селе Бишофсцелль.
В начале своей деятельности был капелланом в Веденсвиле, у Цюрихского озера; в 1523 руководил местным движением против католической церкви. С 1525 Гетцер открыто перешёл к анабаптистам.
Гетцер известен как переводчик ветхозаветных пророков. В своём неопубликованном сочинении, уничтоженном в 1552 году, он отрицал божественную природу Христа считая Иисуса только духовным лидером и наставником.
Его влиянию приписывают также весьма определённые положения в духе антитринитариев в «Никольсбургских тезисах» анабаптистов, которые были опубликованы в 1527 году.
Людвиг Гетцер был казнён (за свои взгляды) путём обезглавливания 4 февраля 1529 года в городе Констанце; формальной причиной смертной казни было названо прелюбодеяние (многожёнство).